# シャーフハイム
シャーフハイム (ドイツ語: Schaafheim) はドイツ連邦共和国ヘッセン州ダルムシュタット＝ディーブルク郡に属す町村（以下、本項では便宜上「町」と記述する）。シャーフハイムの人は自らを「シェフェマー」と称する。

## 地理

### 位置
シャーフハイムは、バイエルン州の都市アシャッフェンブルクの西約15kmに位置するヘッセン州南部の町で、歴史的地域で言えばバッハガウ地方に属す。

### 隣接する市町村
シャーフハイムは、北はバーベンハウゼン、東はグロースオストハイム（アシャッフェンブルク郡）およびメムリンゲン（ミルテンベルク郡）、南と西はグロース＝ウムシュタットと境を接する。

### 自治体の構成
自治体としてのシャーフハイムは、シャーフハイム地区、シュリーアバッハ地区、モースバッハ地区、ラートハイム地区からなる。

### 町村合併
シュリーアバッハは1971年にシャーフハイムと合併した。1976年にラートハイムとモースバッハもこれに合併し、現在の自治体としてのシャーフハイムが成立した。

## 歴史
シャーフハイムは、802年から817年のフルダ修道院への寄贈証明書に「Scofhaim」として初めて記録されている。地名は「Scop」（Shoppen = Shuppen im Gehölz = 林の中の納屋）と「Heim」（フランク語で「村」を意味する）に由来し、ヒツジ (Schaf) とは関係がない。シャーフハイムの紋章に描かれている"Schaf"は子羊であり、洗礼者ヨハネを象徴している。皇帝カール4世は1368年にシャーフハイムに都市権を授けた。「望楼」が1492年に建造された。三十年戦争では、教会に火がかけられ、城館は略奪され、市庁舎は破壊された。さらにペストのために多くの住民が亡くなった。1635年にはわずか17人の納税者しかいなかった。

## 行政

### 議会
シャーフハイムの議会は31議席からなる。

### 首長
ヘッセン州では市町村長は1996年から直接選挙で選出されるようになった。シャーフハイムでは1996年からラインホルト・ヘーマン (CDU) が務めた。彼は、2020年11月1日の選挙には立候補せず、ダニエル・ラウシェンベルガー (CDU) が 55.7 % の票を獲得して町長に選出された。この選挙の投票率は約 59 % であった。

### 友好都市
- リシュリュー（フランス、アンドル＝エ＝ロワール県）
- マンスフェルト（ドイツ、ザクセン＝アンハルト州）

## 文化と見所

### 見所

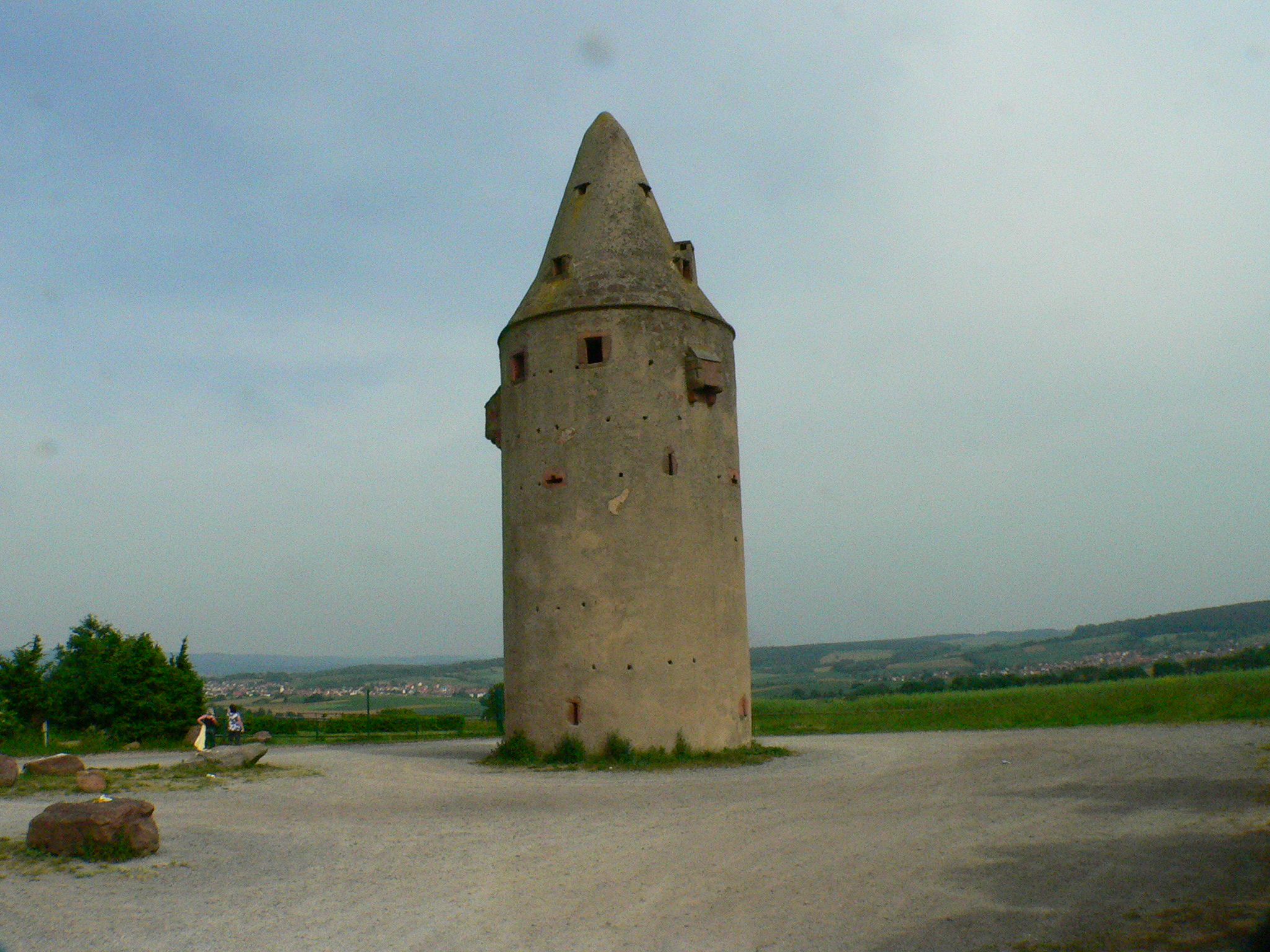
シャーフハイムの「望楼」

- シャーフハイムの南部に丸屋根を戴く高さ22mの「望楼」が建っている。この塔は、マインツ選帝侯領の水路を確保していた。ここには運輸業者や商人を保護するためマインツ選帝侯領の従士が詰めていた。1992年にこの塔は根本的な修復がなされ、上まで登れるようになった。
- 市庁舎や多くの木組み建築ならびに2つの教会が歴史的な市の中心部を造り上げている。プロテスタント教会は、19世紀半ばに建築家ゲオルク・モラーによって建設された建物である。

### 年中行事

#### シェフェマー・ケルプ
毎年8月の最終週末に文化ホールで「シェフェマー・ケルプ」（シャーフハイムのキルメス）が開催される。この催しはシャーフハイムの伝統、「シェフェマー」の習俗に深く根付いている。

#### 民俗舞踊祭
毎年9月末に文化ホールで民俗舞踊祭が開催される。この催しはヘッセン演劇団がオーデンヴァルトクラブの地域グループと共同で開催している。第1回のこの催しは1976年にモースバッハ地区で開催された。

#### クリスマス市
アドベントの第3週末に町の中心部でシャーフハイムのクリスマス市が開催される。シャーフハイムのほとんどの商店、サークル、レストランや教会組織がクリスマス市に店を出している。シャーフハイムのクリスマス市はバッハガウ地方で最も親しまれているクリスマス市の一つなのである。クリスマス市の時期には合唱やブラスアンサンブルコンサート、人形劇など多くの催し物が上演され、カラー刷りのプログラムも作られる。クリスマス飾りを施された屋台では美味しい料理を楽しむことができる。

#### ファッセナハツツァイト
「ファッセナハトツァイト」では2回の謝肉祭の宴が催される。

### 余暇
ADACオーデンヴァルトは、アウトドアのカート・コースとモトクロスの障害コースを有している。防音の必要上、厳しい条件を満たすことが義務付けられており、運営は強く制限されている。経営母体は「モータースポーツクラブ・ヴァルトトゥルム e.V.」である。
シャーフハイムの屋外プールには25mプール、スライダーのある水浴プール、2つの子供用プール、ビーチバレー・コート、日光浴用の芝生がある。

## 経済と社会資本

### 交通
シャーフハイムは、本数の多い地域交通バスで周辺の町と結ばれている。
- K53系統: バーベンハウゼン - シャーフハイム - グロースオストハイム - アシャッフェンブルク（この都市でヴュルツブルクやニュルンベルク行きの広域交通に接続する）
- K54系統: バーベンハウゼン - シャーフハイム - ラートハイム - モースバッハ - グロースオストハイム - アシャッフェンブルク
- K65系統: バーベンハウゼン - ヘルガースハウゼン - シュリーアバッハ - シャーフハイム
- K67系統: グロース＝ウムシュタット - クレーシュタット - シャーフハイム（ - ラートハイム - モースバッハ）
- 677系統: ダルムシュタット - ディーブルク - バーベンハウゼン（ - シャーフハイム）- シュトックシュタット・アム・マイン - アシャッフェンブルク

バーベンハウゼンで、ダルムシュタット、ヴィースバーデン、アシャッフェンブルク方面行きのマイン=ライン鉄道およびハーナウ、フランクフルト・アム・マイン、グロース＝ウムシュタット方面行きのオーデンヴァルト鉄道に接続する。

### 教育
シャーフハイムには、基礎課程、本課程、実科学校を備えたアイヒヴァルトシューレがある。また、モースバッハ地区には基礎課程学校がある。

## 人物

### 出身者
- カタリーナ・ロート（1882年 - 1967年）政治家。ヘッセン州州議会議員

## 訳注
1. ↑  キルメス (ドイツ語: Kirmes) は教会開基祭を起源とする民俗祭である。